# Hugo Díaz Jiménez
Hugo Díaz Jiménez (San José, Costa Rica, 18 de julio de 1930 - 17 de junio del 2001) fue un caricaturista costarricense.
Se inició como dibujante cartográfico, laborando para el Instituto Geográfico Nacional en la década de 1950. Posteriormente, colaboró con el Semanario Universidad (el periódico de la Universidad de Costa Rica), así como numerosas otras publicaciones costarricenses y con los grupos El taller del comic, La Zarigüeya y La Pluma Sonriente.
Adicionalmente, ilustró libros tales como Cuentos de mi tía Panchita de Carmen Lyra; Cocorí de Joaquín Gutiérrez (Ediciones de Editorial Legado S.A.); Una burbuja en el limbo de Fabián Dobles; Memorias de Alegría de Carlos Luis Sáenz y Pantalones Cortos de Lara Ríos.
Hugo Díaz Jiménez murió en 2001 a los 70 años, producto de un cáncer en la médula ósea.

## Temas
La obra de Díaz se ocupa sobre todo de la crítica hacia la sociedad costarricense, especialmente la vida cotidiana.
Díaz también elaboró numerosas acuarelas, explorando temáticas relativas a la vida en la Costa Rica del pasado.